# Systrarna

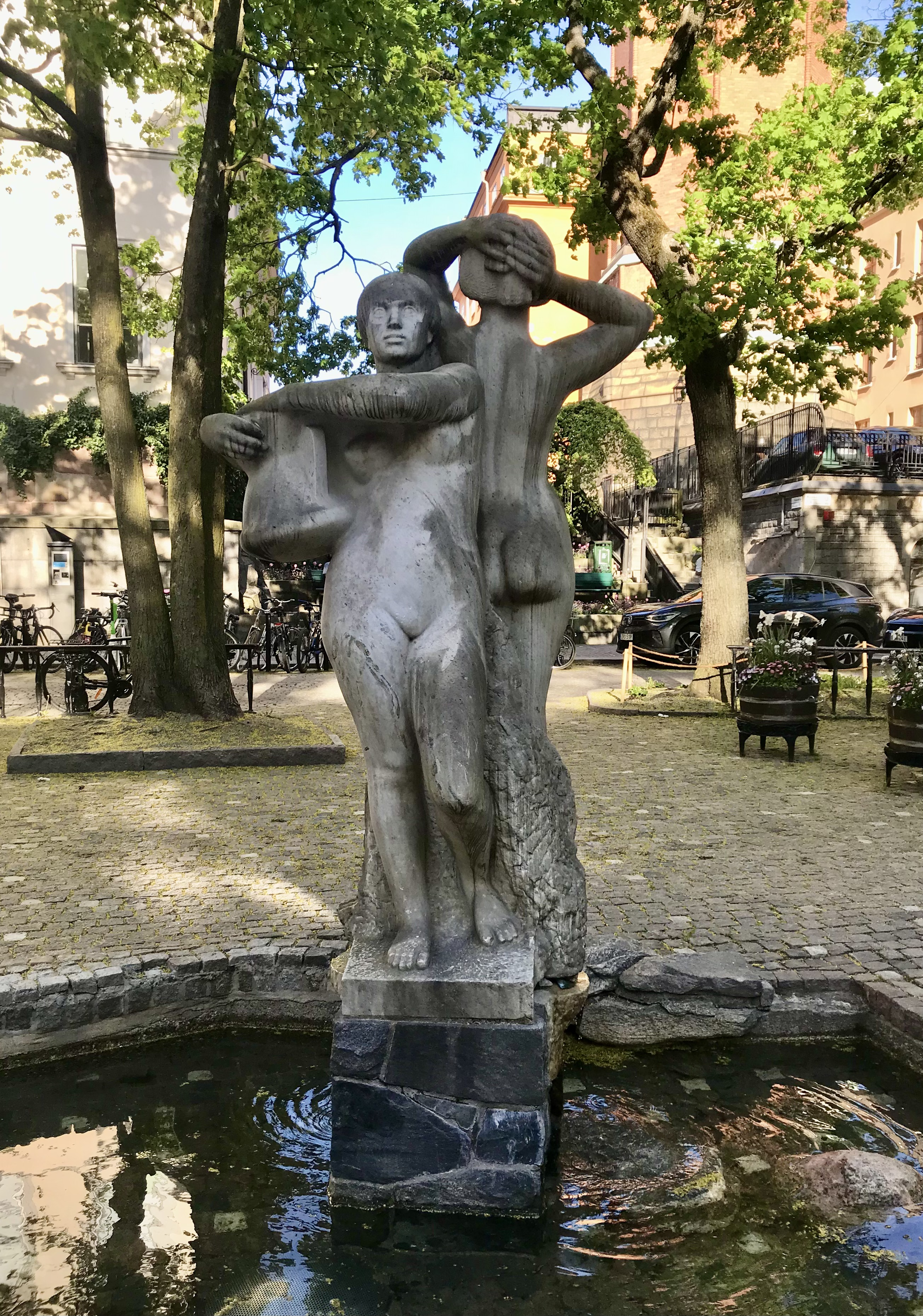
Systrarna, rest 1945 på Mosebacke torg i Stockholm.

Systrarna är en skulptur i Ekebergsmarmor av Nils Sjögren på Mosebacke torg i Stockholm.
Systrarna föreställer två unga kvinnor som står i klassicistiska poser med ryggen mot varandra. Den ena står med öppen blick och har en kruka i famnen, vilken lätt lutar mot höften, den andra står ljuvt leende med händerna bakom huvudet. Sjögren har använt detta motiv endast i denna staty; däremot finns flera statyer av en enskild kvinna som står i en liknande pose som den längre av kvinnorna (skulpturen Sommar eller Efter badet) i två varianter i Göteborg, Gävle, Stockholm och Linköping. 
Systrarna är en skulptur som kommissionerats av Stockholms stad och som Nils Sjögren börjat arbeta på 1935. Den tog konstnären tio år att färdigställa. Tanken var från början att den skulle föreställa kärleksgudinnan Venus. Istället kom Sjögren att inspireras av en tragisk händelse som utspelats i Stockholm 1911, och som skildrats i dagstidningar och i ett skillingtryck. Statyn restes 1945.
Två unga kvinnor dränkte sig då tillsammans i Hammarby sjö, en händelse som på sin tid blev mycket omtalad. I en artikel i Dagens Nyheter den 20 november 1911 ges en ledtråd till orsaken: "Det synes mellan dem ha existerat en svärmisk flickvänskap med något överspändt i sig". I tidningen berättas vidare att "de hade bundit samman sina kroppar med sina hattslöjor och fyllt sina väskor med stenar för att av deras tyngd dras ned i djupet - det var häraf tydligt att de båda unga flickorna sökt och funnit döden tillsammans". Mian Lodalen har skrivit en bok som är inspirerad av flickornas öde.
Det är oklart om Nils Sjögren med hänsyn till dåtidens tidsanda har velat tona ned den troliga lesbiska bakgrunden till sitt skulpturmotiv genom att namnge den som Systrarna. I nutid har dock skulpturen kommit att uppmärksammas som en påminnelse av tidigare tiders stora svårigheter för människor att leva i en homosexuell relation. Under senare år har man kunnat se olika installationer med HBT-tema. År 2007 virade Jorun Kugelberg in statyn i tygband för att sedan symboliskt befria kvinnorna, och under några dagar sommaren 2008 hade både kvinnorna försetts med regnbågsfärgat syntetiskt pubeshår.